# SkyRockets de Minot
Les SkyRockets de Minot (en anglais : Minot SkyRockets) sont une franchise américaine de basket-ball de la Continental Basketball Association située à Minot dans l'État du Dakota du Nord. Actuellement, l'équipe joue ses matches à domicile dans le Minot Municipal Auditorium, une arène de 5 000 places inaugurée en 1954.

## Historique
Originellement l'équipe évoluait en American Basketball Association 2000 et elle était basée à San José (Californie) sous le nom de SkyRockets de San José. En 2006, la franchise a déménagé pour le nord du pays en prenant alors le nom de SkyRockets de Minot.
L'équipe a eu une première saison très réussie, finissant premier dans la Ron Boone division avec un record de 29 victoires et 5 défaites. L'équipe est arrivée aux demi-finales du Great Eight Tournament, perdant contre Razorsharks de Rochester, 106 à 103. Après la fin de la saison 2005-2006, l'équipe a annoncé qu'elle se déplaçait en Continental Basketball Association et déménagerait à Minot dans l'État du Dakota du Nord.

## Noms successifs
- 2005-2006 : SkyRockets de San José
- Depuis 2006 : SkyRockets de Minot

## Palmarès
- Titre de division (Ron Boone division) : 2005

## Effectif actuel
saison 2006-2007
- Jitim Young
- Desmond Ferguson
- Darnel Miller
- Ray Cunningham
- Jason Smith
- David Harrison
- Lenny Cooke
- Kenyon Gamble
- Lewis Fadipe
- Steve Castleberry